# Sauteurs (commune)
Cet article concerne la commune grenadienne. Pour l'article sur la tauromachie, voir Sauteur.

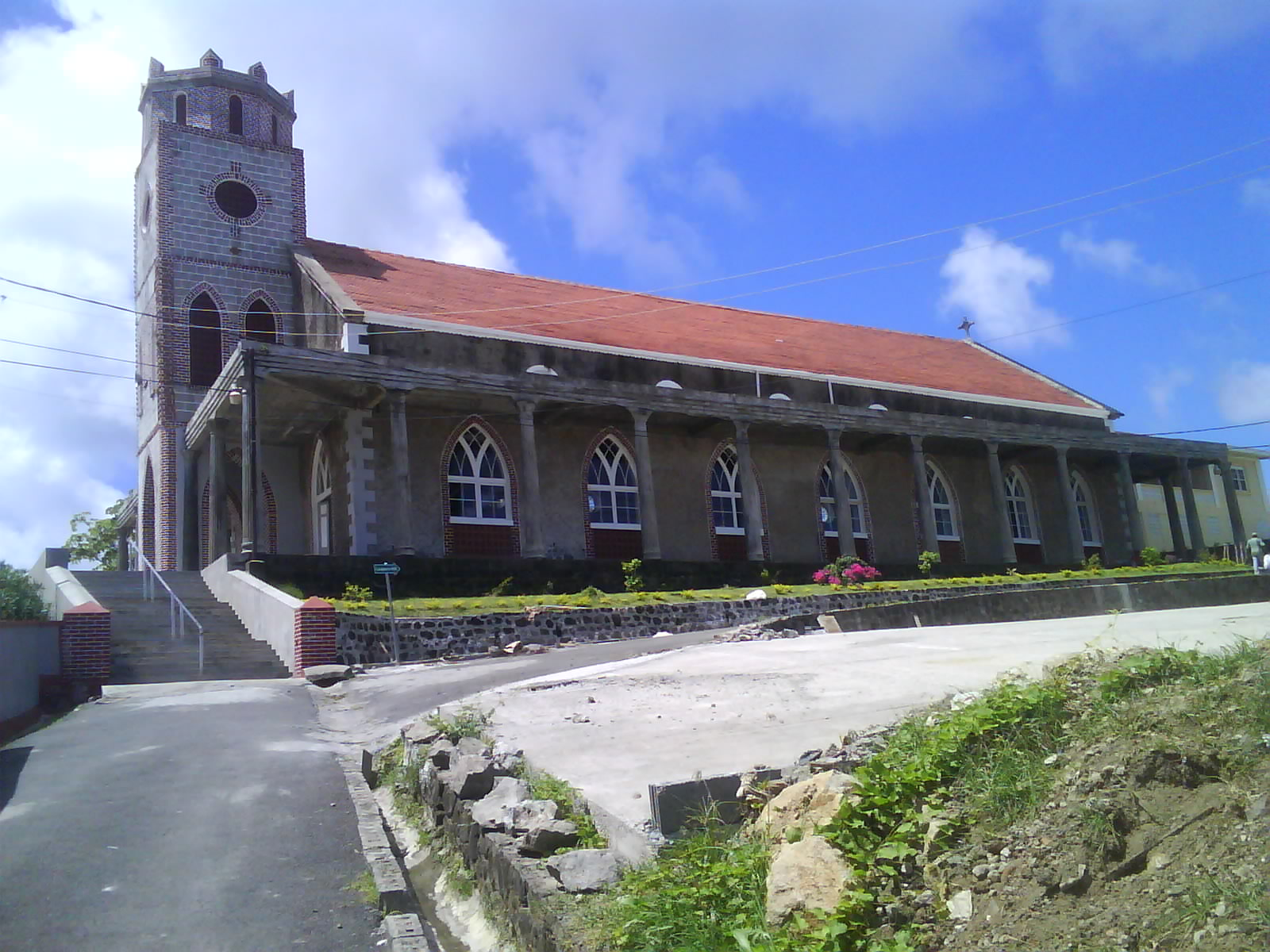
L'église Saint Patrick

Sauteurs (prononcer Sau-tez) est un village de pêcheurs de la Grenade, chef-lieu de la paroisse de Saint Patrick. Il s'agit de la sixième plus grande ville de la Grenade, avec une population d'environ 1 300 habitants. Le village est situé dans l'extrême nord de l'île et surplombe la baie de Sauteurs. C'est également la plus grande ville dans le nord de la Grenade.

## Histoire
C'est ici que les derniers autochtones Caraïbes natifs de la Grenade ont sauté d'une falaise de 40 m, plus tard appelé la falaise Carïbes (El Salto del Caribe en espagnol), plutôt que de s'incliner face à la domination des conquérants français.
En 1664, les frères dominicains érigèrent un temple dans une grotte, et plantèrent une forêt en mémoire des âmes des aborigènes, hommages qui restent encore visibles aujourd'hui. 
Ainsi, la ville fut nommée « Sauteurs », en référence au mot français. 
En 1721, les Français établirent l'église catholique Saint-Patrick, qui fut convertie en 1784 par le gouvernement britannique à l'anglicanisme. Elle brûla par la suite, et l'emplacement est aujourd'hui occupé par un commissariat.
Le 1er mars 1796, le HMS Favourite, le bateau de transport Sally, ainsi que deux sloops évacuèrent entre 11 000 et 21 000 soldats britanniques, pris au piège pendant la révolte de Julien Fédon (1795-1796). 
En 1840, une autre église Saint-Patrick fut érigée, et est toujours debout de nos jours.